# Keiya Sentō
Keiya Sentō (jap. 仙頭 啓矢, Sentō Keiya; * 29. Dezember 1994 in Hirakata, Präfektur Osaka) ist ein japanischer Fußballspieler.

## Karriere
Keiya Sentō unterschrieb 2017 seinen ersten Profivertrag bei Kyoto Sanga. Der Club aus Kyōto spielte in der zweithöchsten Liga des Landes, der J2 League. Bis 2019 absolvierte er 99 Zweitligaspiele. 2020 wurde er vom Erstligisten Yokohama F. Marinos aus Yokohama verpflichtet. Von Ende September 2020 bis Saisonende wurde er an seinen vorherigen Verein Kyoto Sanga ausgeliehen. Für Kyoto absolvierte er 19 Spiele. Anfang Januar 2021 wechselte er zum Erstligisten Sagan Tosu nach Tosu. Für Toso stand er 38-mal in der ersten Liga auf dem Spielfeld. Im Januar 2022 verpflichtete ihn der ebenfalls in der ersten Liga spielende Nagoya Grampus. Für den Klub aus Nagoya bestritt er 34 Erstligaspiele. Im Januar 2023 nahm ihn der Ligakonkurrent Kashiwa Reysol für eine Spielzeit unter Vertrag. Nach 26 Ligaspielen wechselte er im Januar 2024 zum Erstligaaufsteiger FC Machida Zelvia.